# 韓半島 (電視劇)
《韓半島》（：／）為韓國TV朝鮮於2012年2月6日起開播的創社特輯，每周一、二晚8:50各播放一集，由黃晸玟、金諪恩、趙成夏和郭熙聖領銜主演。
講述了黃晸玟和金諪恩所飾演男女主人公因朝鲜半岛南北新能源開發計劃相遇並相戀的故事。

## 主要角色
- 黃晸玟 飾演 徐明俊

南北韓合作甲烷水合物開發組負責人，日後成為韓國總統，並領導南北統一。
- 金諪恩 飾演 林真才

南北韓合作甲烷水合物開發組，北方責任研究員。
- 郭熙聖 飾演 閔東基

北韓江成軍隊中備受矚目的次時代實力者
- 趙成夏 飾演 朴度明

明俊大選陣營的選舉對策委員會長
- 趙怡真（朝鲜语：조이진） 飾 朴惠貞

電視台政治部記者，徐明俊大選團隊發言人，朴度明的女兒。
- 智厚 飾演 姜棟元

國情院北韓擔當一部要員，後為徐明俊政府之青瓦台警衛處要員。
- 鄭東煥 飾演 吳昌日

第一在野黨正義黨代表
- 鄭性模 飾演 趙國鐵

北韓江成軍隊的首長
- 尹柱相 飾演 石柱換

執政黨和平黨的黨首
- 金知淑 飾演 韓瓊玉

真才的母親，北韓諜報機關部長，趙國鐵的左右手。
- 成秉淑 飾演 鄭賢淑

明俊的母親
- 朴贊煥 飾演 林哲佑

真才的父親，北韓最高的外交專家。
- 崔日和 飾演 朴正彪

大韓民國海軍第2艦隊司令官
- 金河均（朝鲜语：김하균） 飾演

朝鮮勞動黨組織指導部部長，於中央及地方具有影響力的典型操作家。
- 高仁範

大韓民國合同參謀議長
- 金正均（朝鲜语：김정균 (배우)） 飾演 洪學秀

國情院院長
- 鄭東奎（朝鲜语：정두겸） 飾演 金元虎

副統領，典型的官僚人物。
- 尹藝熙（朝鲜语：윤예희） 飾演 宋承珠

青瓦台外交安保首席
- 李海榮 飾演 韓永勳

青瓦台發言人
- 崔代勳 飾演 蔡東勳

朴度明的秘書官
- 許正奎（朝鲜语：허정규） 飾演 董政根

南韓研究員
- 朴槿秀（朝鲜语：박근수 (배우)） 飾演 鄭哲

吳昌日的補字官
- 金秀賢（朝鲜语：김수현 (1978년)） 飾演 李英春

北韓作戰部大校
- 張南烈（朝鲜语：장남열） 飾演 金浩澤

北韓的技師
- 李哲民 飾演 趙甲石

北韓的技師
- 鄭振（朝鲜语：정진 (1976년)） 飾演 鄭龍基

北韓作戰部要員
- 金在祿（朝鲜语：김재록） 飾演 具演鐵

北韓研究員
- 正旭（朝鲜语：정욱 (1973년)） 飾演 申昌碩

國情院部長
- 李熙錫（朝鲜语：이희석） 飾演 金熙重

南韓研究員
- 姜賢貞 飾演 白度真

北韓作戰部要員
- 李元錫 飾演 金正植

國情院北韓擔當要員
- 鄭在憲（朝鲜语：정재헌 (배우)） 飾演 徐長燁

北韓作戰部少校，閔東基的左右手輔官。
- 安南熙 飾演 羅妍賞

國情院北韓擔當要員
- 池佑錫 飾演 車勝才

北韓研究員
- 梁熙允 飾演 李星好

南韓的技師
- 許在浩（朝鲜语：허재호 (배우)） 飾演 田仲元

南韓的技師
- 黃燦宇 飾演 金容秀

南韓的技師
- 金秀賢 飾演 徐幼梨

明俊9歲的女兒
- 李順载 飾演 姜大賢

大韓民國大統領
- 徐泰華（朝鲜语：서태화） 飾演 金泰城

北韓的主席，於政變中犧牲。
- 崔在煥 飾演 朴光太

北韓的技師

## 收視率
| 集數 | 播出日期   | AGB全國收視率 |
| ---- | ---------- | ------------- |
| 1    | 2012/02/06 | 1.649%        |
| 2    | 2012/02/07 | 1.2%          |
| 3    | 2012/02/13 | 1.118%        |
| 4    | 2012/02/14 | 1.009%        |
| 5    | 2012/02/20 | 0.992%        |
| 6    | 2012/02/21 | 1.143%        |
| 7    | 2012/02/27 | 0.866%        |
| 8    | 2012/02/28 | 0.851%        |
| 9    | 2012/03/05 | 0.878%        |
| 10   | 2012/03/06 | 0.842%        |
| 11   | 2012/03/12 | 0.850%        |
| 12   | 2012/03/13 | 1.207%        |
| 13   | 2012/03/19 | 0.798%        |
| 14   | 2012/03/20 | 0.759%        |
| 15   | 2012/03/26 | 0.829%        |
| 16   | 2012/03/27 | 0.724%        |
| 17   | 2012/04/02 | 0.958%        |
| 18   | 2012/04/03 | 0.711%        |

## 外部連結
- 官方网站

## 作品變遷
| 韓國 TV朝鮮 月火劇 | 韓國 TV朝鮮 月火劇             | 韓國 TV朝鮮 月火劇 |
| ------------------ | ------------------------------ | ------------------ |
|                    | 韓半島 （2012.2.6 - 2012.4.3） |                    |
| —                  | —                              |                    |

| 新加坡 星和娱家戏剧台 星期六 22:00 - 00:15 | 新加坡 星和娱家戏剧台 星期六 22:00 - 00:15  | 新加坡 星和娱家戏剧台 星期六 22:00 - 00:15 |
| ------------------------------------------ | ------------------------------------------- | ------------------------------------------ |
|                                            | 韓半島 （2016年1月2日 - 2016年2月27日） PG  |                                            |
| 醜聞 （2015年8月29日 - 2015年12月26日）    | 魔女的戀愛 （2016年3月5日 - 2016年4月23日） |                                            |